# Otto Volk
Pour les articles homonymes, voir Volk.
Otto Volk (né le 13 juillet 1892 à Neuhausen auf den Fildern, mort le 21 mars 1989 à Wurtzbourg) est un astronome et mathématicien allemand.

## Biographie
Il est l'un des treize enfants de Josef Volk, professeur. De 1903 à 1906, il fréquente l'école latine de Rottenburg am Neckar et obtient en 1910 son abitur au gymnasium d'Ehingen.
Jusqu'en 1914, il étudie la théologie catholique, la philosophie et les mathématiques à l'université de Tübingen. En 1915, il est diplômé en mathématiques à Tübingen et poursuit ses études à l'université technique de Munich.
Après une année de service volontaire en 1917 à Schwäbisch Gmünd et à Stuttgart, il est diplômé à Munich ingénieur en 1918 et docteur en 1920. Après son habilitation en 1922 à l'Université Louis-et-Maximilien de Munich, de 1923 à 1930, il reçoit une chaire et est membre du conseil d'administration de l'institut de mathématiques et d'astronomie de l'université Vytautas-Magnus de Kaunas, en Lituanie, alors en pleine construction.
En raison de la situation politique en Lituanie, il est fait, grâce aux mathématiciens Georg Rost (de) et Eduard von Weber (de), professeur à l'université de Wurtzbourg, succédant à Weber après sa mort en 1935. Après la retraite de Rost, il est aussi professeur d'astronomie et prend la direction de l'institut et de l'observatoire universitaires.
Volk traite de la mécanique céleste et donne à un astéroïde le nom de (1440) Rostia.
En 1937, il fonde la faculté de sciences naturelles et participe à la consolidation des installations astronomiques et mathématiques après le bombardement de Wurtzbourg le 16 mars 1945.
Après avoir été licencié en 1945 par le gouvernement militaire, il devient de 1947 à 1949 professeur et directeur adjoint de l'Institut de recherches mathématiques d'Oberwolfach. Il redevient professeur à Würzburg en 1949 puis prend sa retraite très peu de temps après pour des raisons de santé.
Il reprend l'enseignement à l'Ohm-Polytechnikum de Nuremberg et aussi, par l'entremise de Guido Hoheisel, à l'université de Cologne. Après sa nomination comme professeur émérite à Wurtzbourg en 1949, il donne régulièrement de nombreuses conférences jusqu'en 1988. En 1961, l'université Egée à İzmir lui donne une chaire honorifique.
Il s'implique dans la construction du nouvel observatoire astronomique de Wurtzbourg en 1961.

## Source, notes et références
- (de) Cet article est partiellement ou en totalité issu de l’article de Wikipédia en allemand intitulé « Otto Volk » (voir la liste des auteurs).
- (de) « Publications de et sur Otto Volk », dans le catalogue en ligne de la Bibliothèque nationale allemande (DNB).